# Speervis
De speervis (Tetrapturus angustirostris) is een vissensoort uit de familie van zeilvissen (Istiophoridae). De vis wordt aangetroffen in tropische, subtropische en gematigde deel van de Indische en Grote Oceaan, voornamelijk dicht aan de oppervlakte. Het is een vis waar veel op wordt gejaagd door sportvissers. Het grootste geregistreerde exemplaar woog 52 kg en had een lengte van 230 centimeter.
De speervis is donkerblauw van boven en zilverwit op de buik. De eerste rugvin is lang, hoog en donkerblauw van kleur. De overige vinnen zijn bruin. De vis heeft een relatief kleine "speer" als bek voor een vis uit deze familie.
De vis voedt zich voornamelijk met inktvissen en kreeftachtigen en worden vaak als bijvangst gevangen bij de jacht op tonijn.